# Pchum Ben
El Pchum Ben (បុណ្យភ្ជុំបិណ្ឌ; "Dia dels Ancestres") és una festivitat religiosa cambodjana de 15 dies de celebració, que culmina en una festa el quinzè dia del desè més del calendari khmer, coincidint amb la finalització de la festivitat budista Vassa.
Aquest dia és el moment en què molts cambodjans presenten els seus respectes als familiars que han perdut fins a set generacions enrere. Els monjos canten sutres en llengua pali durant tota la nit (contínuament, sense interrupcions i sense dormir) com a preludi de l'obertura de les portes de l'infern, esdeveniment que es creu que succeeix un cop l'any i que està lligat a la cosmologia del rei Yama provinent del Cànon Pali. Durant aquest període, en què les portes de l'infern resten obertes, se suposa que els fantasmes dels morts (preta) són molt actius; les ofrenes de menjar, doncs, es realitzen per beneficiar-los, podent alguns d'aquests fantasmes aconseguir acabar amb el seu període de purgació, mentre que els altres poden abandonar l'infern temporalment, tot i que al finalitzar la festivitat hi hauran de retornar per seguir patint; sense que s'expliqui massa, els parents que no es troben a l'infern (és a dir, que es troben al cel o reencarnats), també són imaginats beneficiant-se de les cerimònies.
En els temples adderits al protocol canònic, les ofrenes de menjar les realitzen els laics, que les entreguen als monjos budistes vius, tot i que així es genera una espècie de "mèrit" que, indirectament, beneficia als morts; no obstant, en molts temples també es realitzen ofrenes de menjar directament dels vius als morts, com per exemple el llançament de boles d'arròs al cel, o l'abocament d'arròs en camps buits. L'antropòleg Satoru Kobayashi va observar que aquests dos models d'ofrena als morts es troben en competició a les regions rurals de Cambodja, amb alguns temples preferint el primer model, de caràcter canònic, mentre que d'altres assumeixen la popular, tot i que poc ortodoxa, visió que els vius poden alimentar als morts amb menjar físic.
El Pchum Ben és considerada com una festivitat pròpia de Cambodja, tot i que hi ha cerimònies similars que s'hi poden comparar a Sri Lanka o Taiwan.